# Heinz Gessler
Heinz Gessler ist ein früherer deutscher Skeletonsportler.
Heinz Gessler gehörte in der zweiten Hälfte der 1970er Jahre zur Spitze der deutschen Skeletonpiloten. Bei deutschen Meisterschaften konnte er zwar nie besser als Dritter werden, doch gewann er die Bronzemedaillen viermal: 1974 hinter Josef Grubmüller und Rudi Häusler, 1975 hinter Häusler und Heinrich Platzer sowie 1976 hinter Häusler und Joe Stengel dreimal in Folge in Königssee und zum vierten Mal hinter Helmut Spieß und Franz Kleber in Winterberg. Bei Bayerischen Meisterschaften wurde Gessler 1973, 1976 und 1980 Dritter, 1977 hinter Häusler Zweiter.